# Національний музей-заповідник української військової звитяги
Національний музей-заповідник української військової звитяги (до 2023 року Національний музей-заповідник «Битва за Київ у 1943 році») —провідний державний культурно-освітній та науково-дослідний заклад військово-історичного профілю Київщини, що зберігає музейні предмети, які належать до державної частини Музейного фонду України.
Музей розташований на околиці села Нові Петрівці Вишгородського району Київської області. Директор — Альохін Владислав Олексійович.
Музей створено 20 березня 1945 року Постановою Ради Народних Комісарів УРСР і ЦК(б)У № 425 «Про створення музею-заповідника „Поле битви за Київ“».
14 травня 2008 року Указом президента України Ющенка В. А. № 437/2008 державному музею-заповіднику «Битва за Київ у 1943 році» надано статус національного.
За час існування його відвідало понад 10 мільйонів чоловік із 85 країн світу.
Починаючи з 2014 року в музеї української військової звитяги висвітлюються подвиг та героїзм учасників Революції Гідності, війна на сході України та повномасштабне вторгнення. 9 червня 2023 року за ініціативою музею Київська обласна рада перейменувала на «Національний музей-заповідник Української військової звитяги».

## Експозиція
До історико-культурного комплексу входять:
- Заповідна територія площею 8 гектарів, де збережено 650 метрів ходів сполучення, бліндажі, командно-спостережні пункти командуючого 1-м Українським фронтом генерала армії Миколи Федоровича Ватутіна, командуючого 38-ю армією Кирила Семеновича Москаленка, члена військової Ради фронту генерал-лейтенанта Микити Сергійовича Хрущова, командуючого 3-ю гвардійською танковою армією Павла Семеновича Рибалка.
- Зразки бойової техніки часів війни просто неба.
- Пам'ятник-музей визволителям Києва від німецько-фашистських загарбників. Споруджено за рішенням уряду УРСР від 28 березня 1957 року на території заповідника в 1958 році. Архітектори Авраам Милецький та В.В. Бакланов, скульптор Іван Першудчев. На мармурових пілонах зазначені найменування всіх з′єднань і частин, удостоєних звання «Київські», а також нагороджених орденами за визволення Києва.
- Діорама «Битва за Київ. Лютізький плацдарм. 1943 рік». Відкрита 5 травня 1980 року у Свято-Покровській церкві в центрі с. Нові Петрівці. У 1993 році перенесена до приміщення Музею-діарами. Розміри полотна 29 Х 7. Автор М. С. Присєкін[3].
- Меморіальний комплекс «Героям Лютізького плацдарму» в центрі с. Нові Петрівці, споруджений 1983 року на честь 40-річчя битви за Дніпро і визволення Києва від німецько-фашистських загарбників. Встановлено пам′ятний знак «Героям Лютізького плацдарму» у вигляді знамена з барельєфним зображенням воїнів, які форсують Дніпро (автори Василь Климик, Ю. Колесников, С. Войцеховський, Ю. Турчанинов та інні), і запалено Вічний вогонь. На меморіальних плитах комплексу увічнено імена близько 1850 бійців та командирів, які загинули в боях за звільнення села Нові Петрівці. У 2008-2012 роках на Меморіалі проведено перепоховання 165 загиблих невідомих воїнів.
- Музей-діорама площею 1100 метрів, в якому знаходяться експозиційні зали і експонується полотно діорами, автор М. Фещенко. Відкрито на честь 50-річчя  визволення  м. Києва в 1993 році.
- Храм Юрія Переможця збудована на честь 65-річчя Перемоги у Німецько-радянській війни. Освячення і урочисте відкриття відбулось 17 грудня 2010 року. Чин освячення звершив Блаженнійший митрополит Володимир[4].
- Пам′ятник воїнам-мотоциклістам Німецько-радянської війни. Урочисто відкрито 25 червня 2011 року[5].
- Монумент «Символ Миру»  — відкритий 2012 року в Україні в рамках міжнародного проєкту «Європейська вулиця скульптур» (Париж-Київ-Москва). «Європейська вулиця скульптур» — проєкт, який зобов′язаний своїм походженням відомому скульптору Лео Корнбрусту. Мета проєкту — створення безперервного ланцюга скульптур довжиною близько 3000 км, від Нормандського узбережжя до Росії, у знак мирного співіснування народів Європи. На Монументі шістьма мовами викарбувані слова «Людство має пам′ятати якою ціною завойовано мир».
- Стіна Пам’яті — 11 горельєфів Героїв Радянського Союзу, уродженців Вишгородського району. Встановлено до 70-річчя звільнення м. Києва у 2013 році.
- Пам′ятний знак «Невідомому солдату» встановлено на братській могилі 28 жовтня 2014 року. В  експозиціях музею-заповідника представлені, події форсування Дніпра, хід Київської наступальної операції 1943 року, речі учасників  Революції гідності, Героїв Небесної Сотні, Антитерористичної операції на Сході України.

У фондах музею представлено археологічні, етнографічні, фалеристичні, нумізматичні збірки, вироби художнього промислу, твори живопису, скульптури, фото і документи часів Німецько-радянської війни.  Працівники Музею є ініціаторами багатьох цікавих проєктів: Музей слідопитів, Музей плакату України, увічнення подвигу захисників України — Героїв АТО, учасників Революції Гідності, Героїв Небесної Сотні.

## Наукова робота
Колектив музею веде роботу з дослідження матеріалів часів війни, вивчаються історичні матеріали Київського Полісся, Межигірського Спасо-Преображенського монастиря — головного монастиря Війська Запорозького XVII-XVIII століттях.

## Світлини

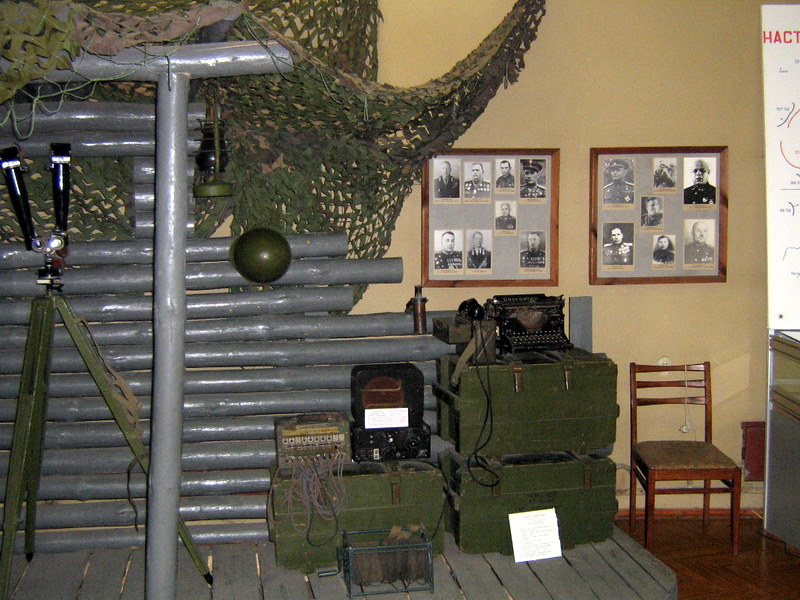
Макет бліндажа М. Ф. Ватутіна
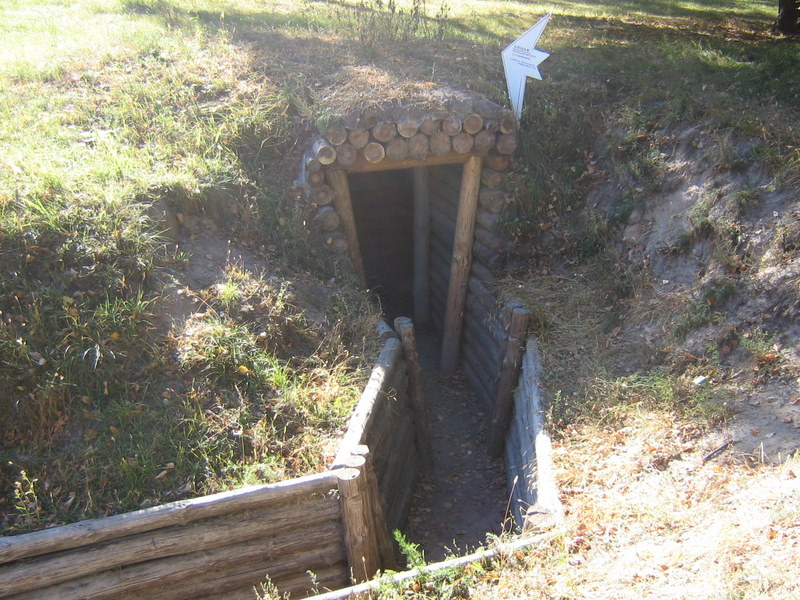
Бліндаж Ватутіна
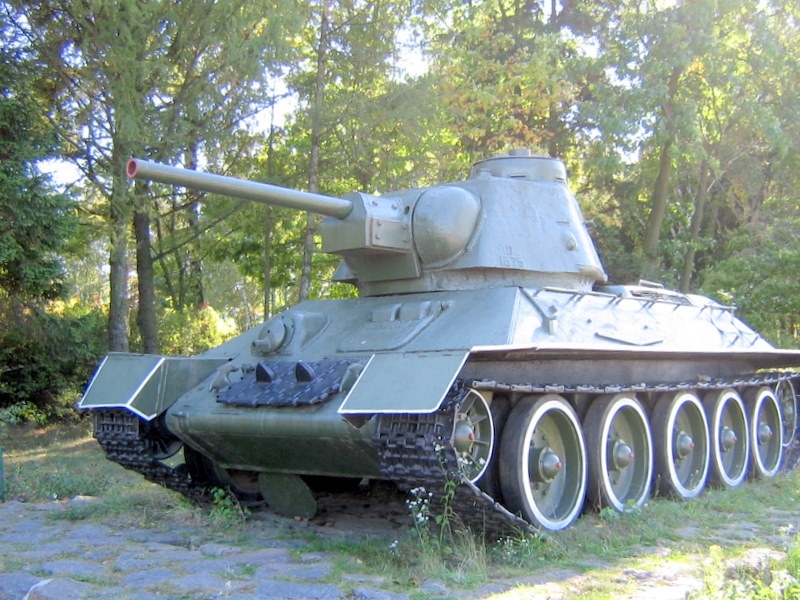
Танк Т-34
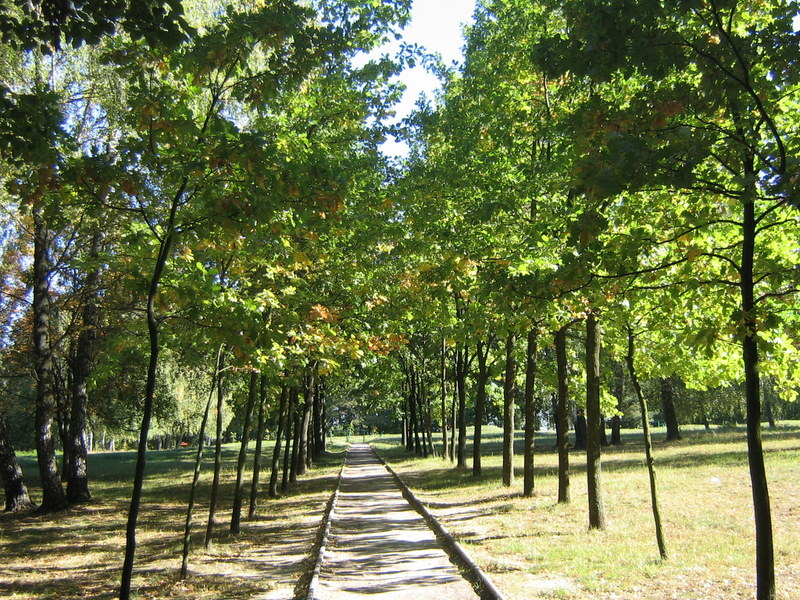
Алея Слави
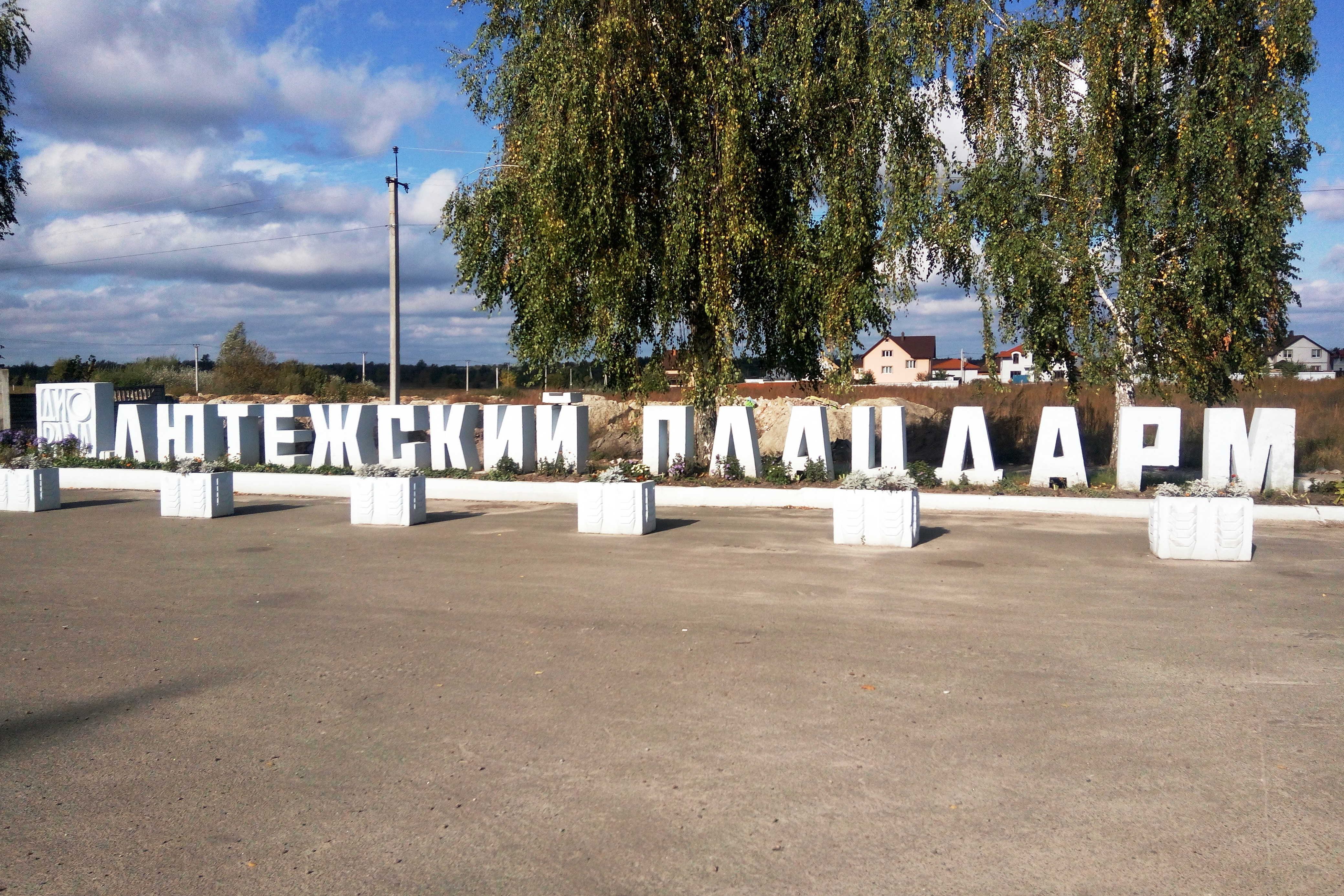
Лютізький плацдарм
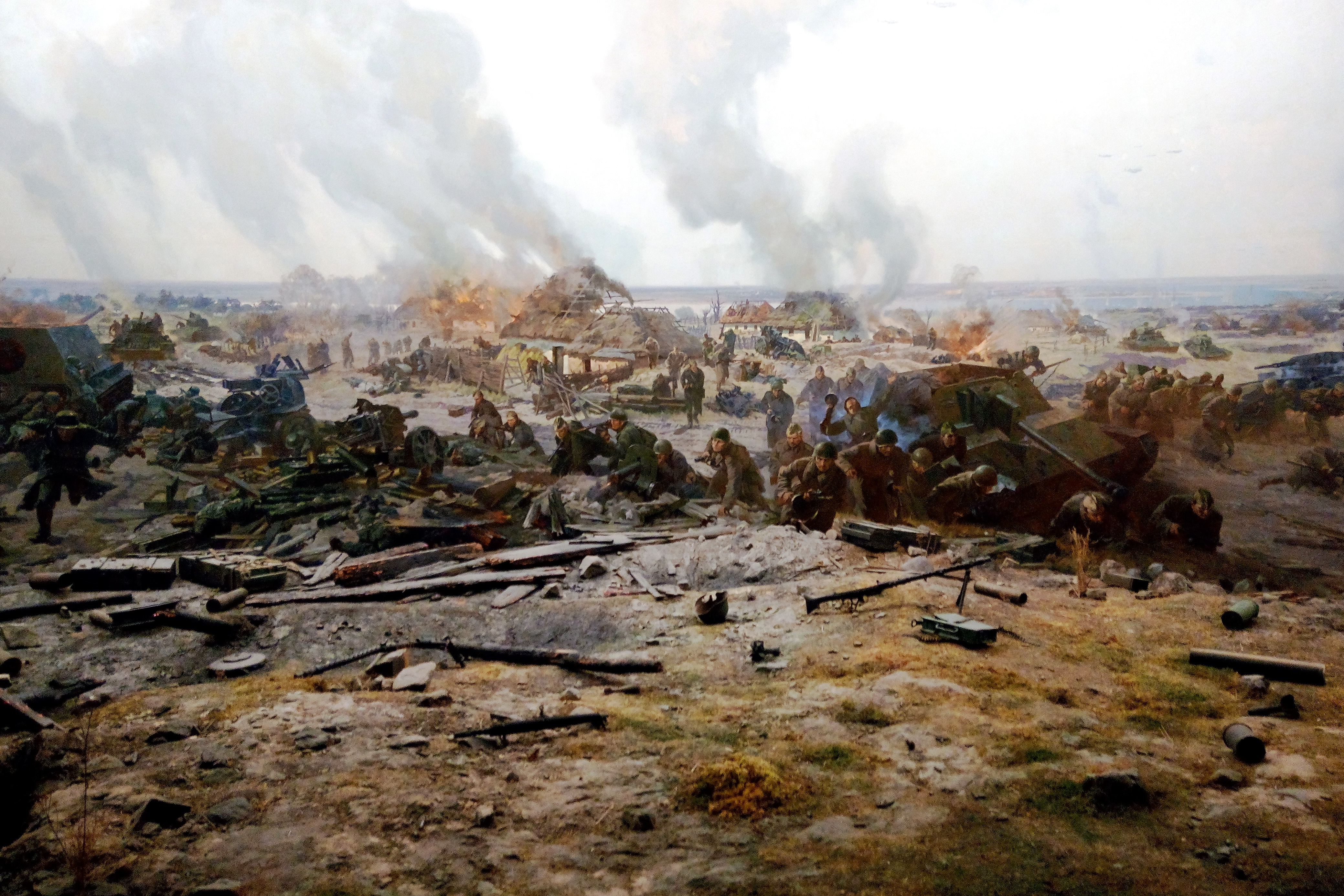
Діорама "Битва за Київ"
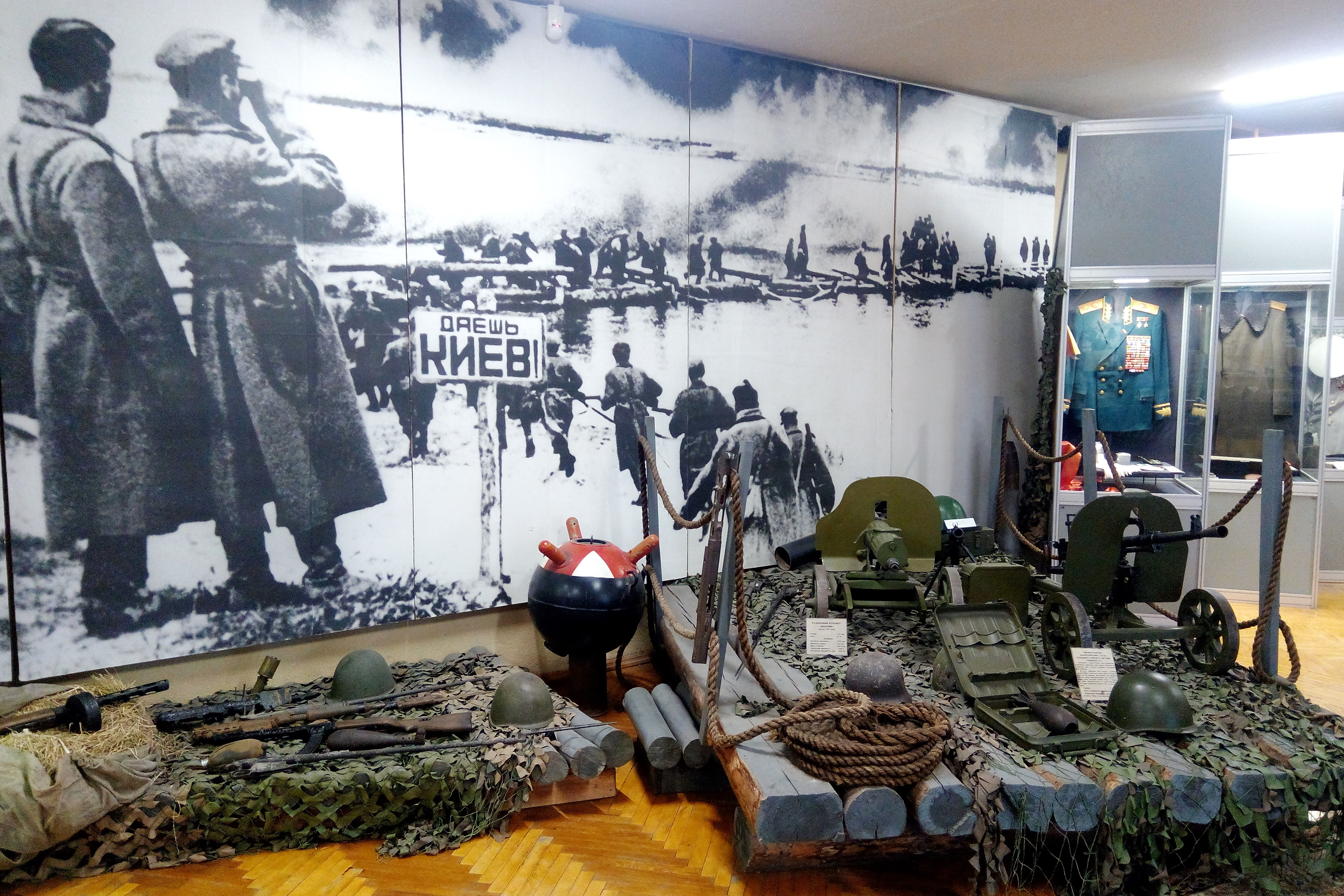
Експозиція музею
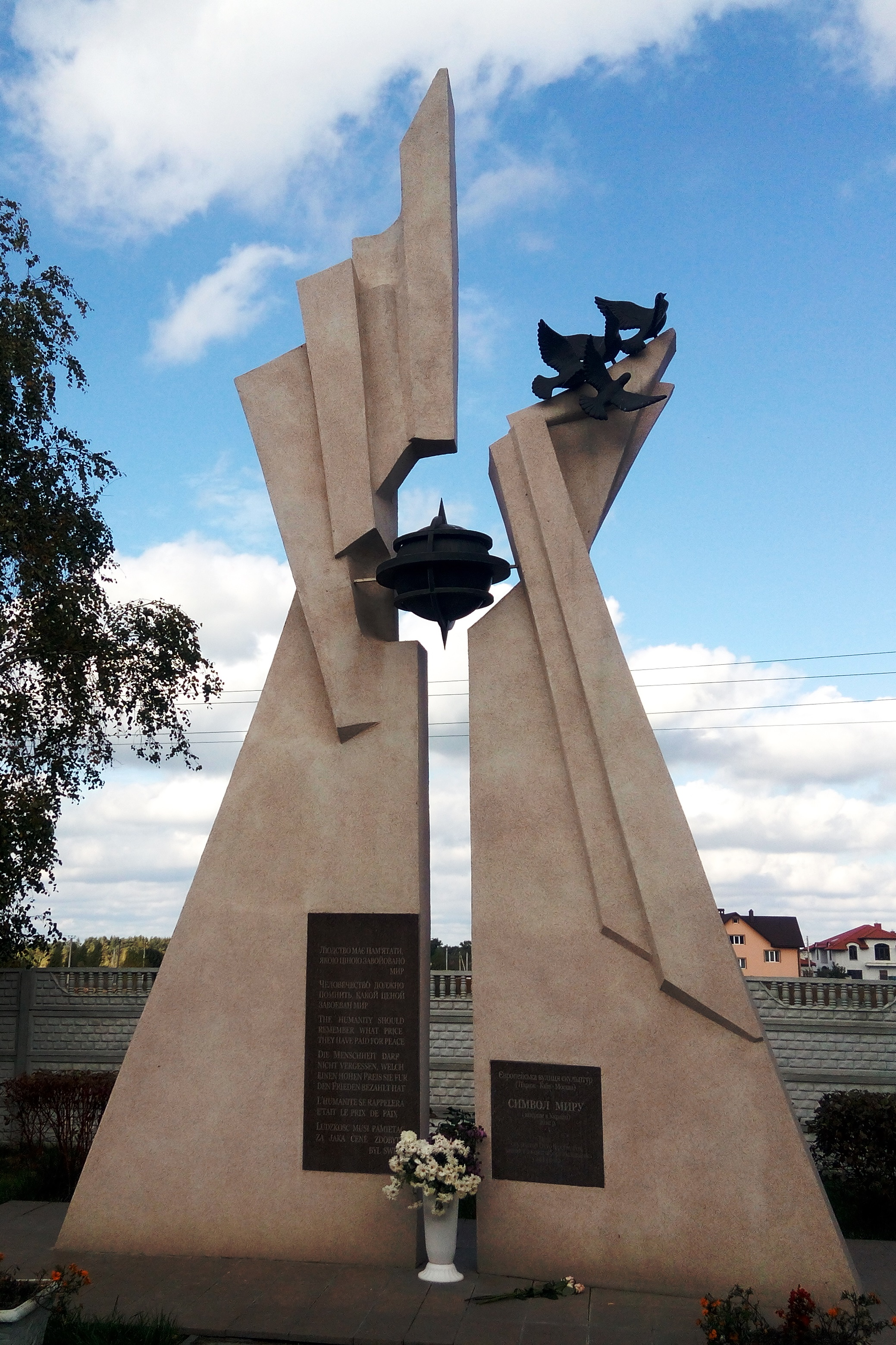
Символ миру
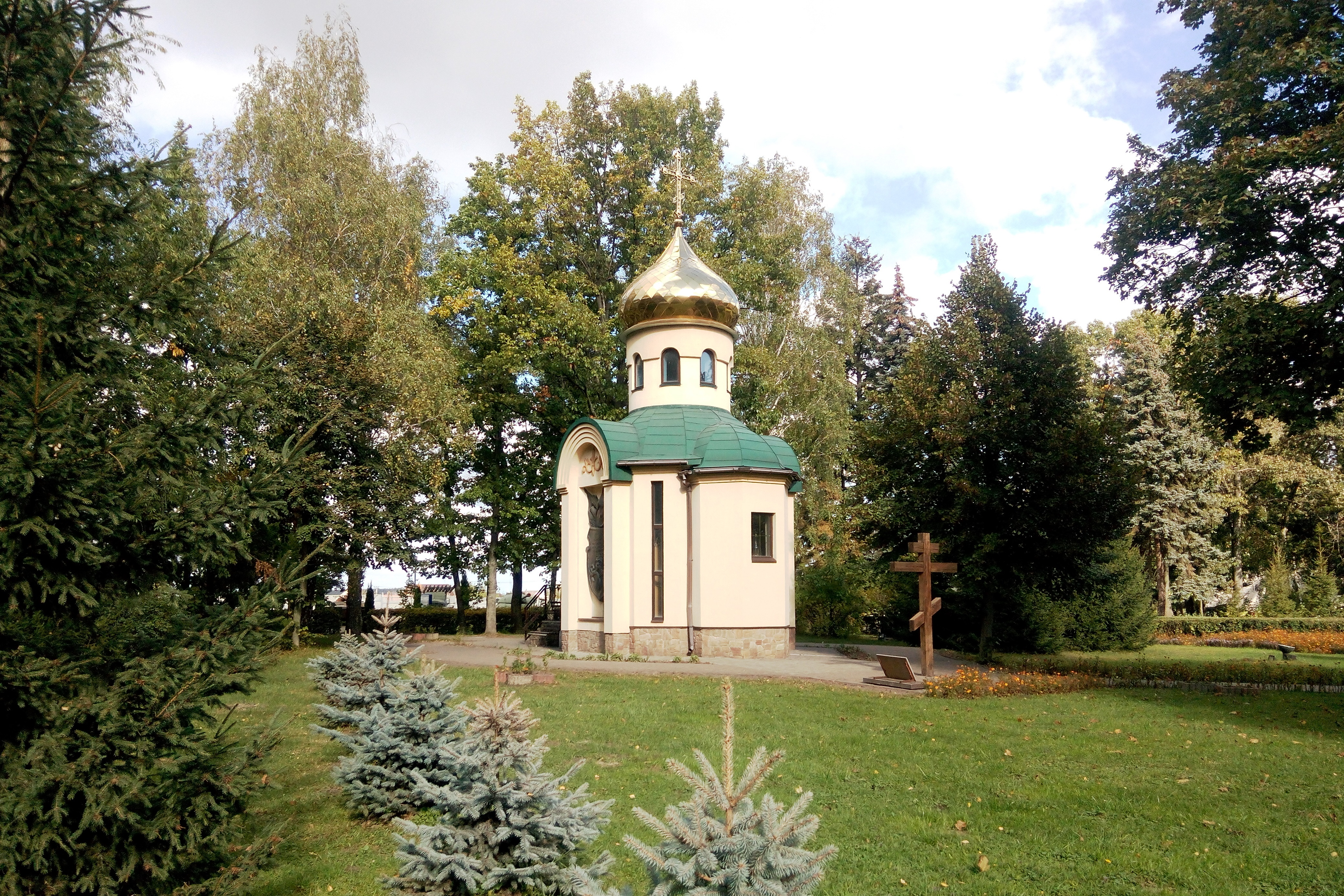
Каплиця Святого Георгія Побідоносця
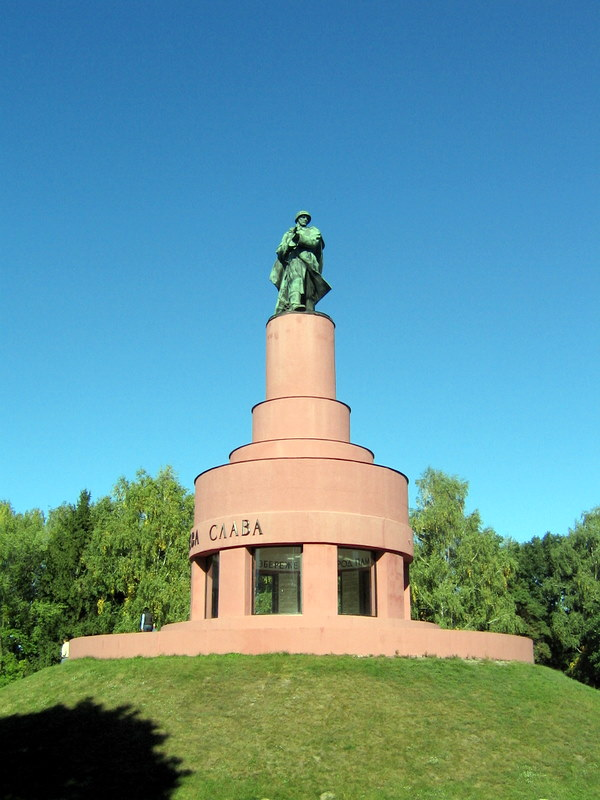
Пам'ятник воїнам визволителям Києва
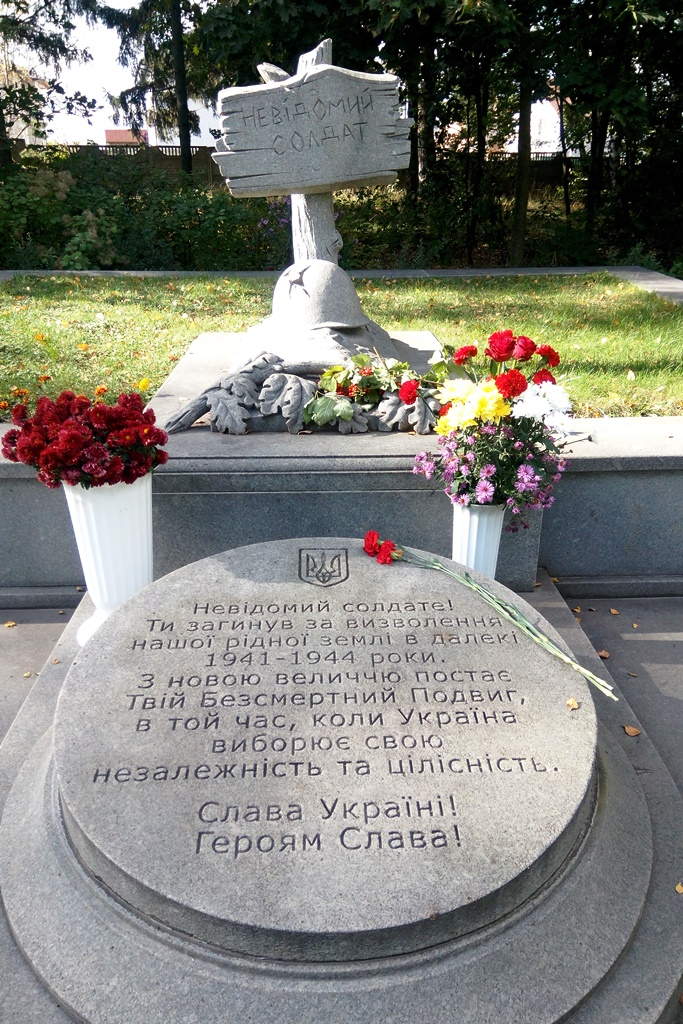
Пам′ятний знак «Невідомому солдату»
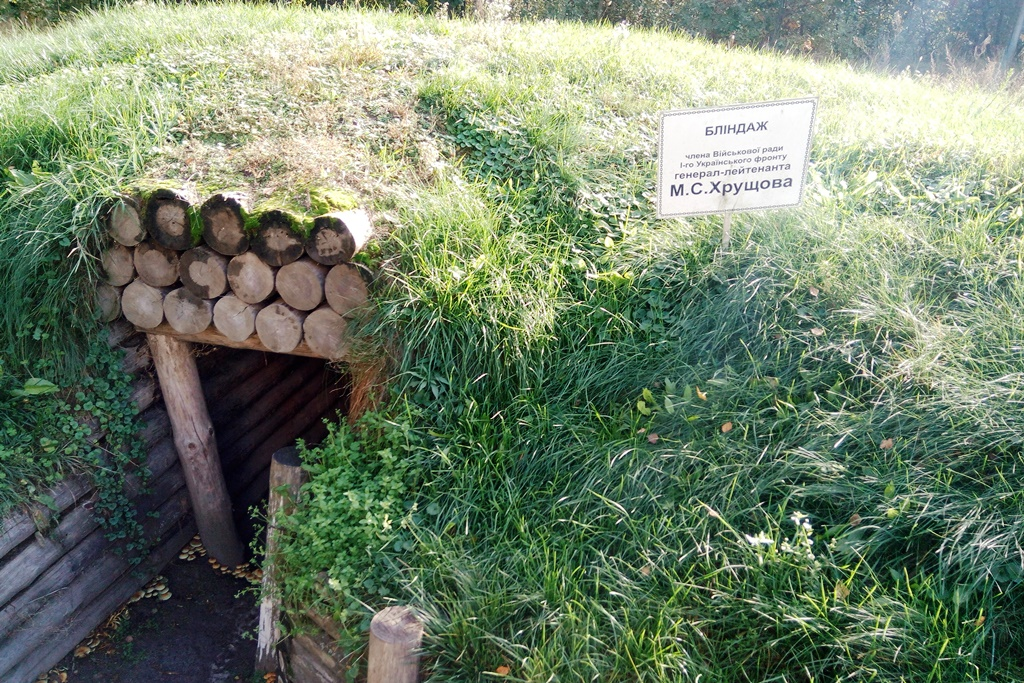
Блiндаж М. С. Хрущова